# Miomantis acutipes
Miomantis acutipes es una especie de mantis de la familia Mantidae.

## Distribución geográfica
Se encuentra en Angola y Zimbabue.